# Liste des épisodes de Ben 10

Cet article présente la liste des épisodes de la série télévisée d'animation américaine Ben 10.

## Première saison (L'Apparition de Vilgax et la Première Mutation de Kevin) (Décembre 2005-Juin 2006)
| Numéro de l'épisode | Titre français          | Titre original         | Résumé | Date de diffusion originale |
| ------------------- | ----------------------- | ---------------------- | --- | --------------------------- |
| 1                   | Le Secret de l'Omnitrix | And Then There Were 10 | Alors que c'est le premier jour de vacances, Ben trouve une montre étrange, l'Omnitrix, qui lui permet de se transformer en de nombreux aliens avec des pouvoirs incroyables. Mais des forces négatives viennent sur Terre afin de récupérer cette montre et de semer la terreur. | 27 décembre 2005            |
| 2                   | Nos amies les bêtes     | Washington B.C.        | Le Dr Animo, un vétérinaire et aujourd'hui un fou, crée un appareil, nommé Le Transmodulateur, afin de transformer la ville de Washington DC en un village préhistorique. Grâce à elle, il peut transformer les animaux en une bête mutante.                                      | 10 février 2006             |
| 3                   | Le Monstre du lac       | The Krakken            | Un homme appelé Jonah Melville vole les œufs du Krakken, ce qui rend le monstre fou furieux jusqu'à terroriser le lac. | 3 février 2006              |
| 4                   | Les Retraités           | Permanent Retirement   | Ben rend visite à sa grand-tante Véra dans un village n'abritant que des retraités, mais découvre que des aliens appelés Limax ont pris l'apparence de la plupart des résidents.                                                                                                  | 17 février 2006             |
| 5                   | La Traque               | Hunted                 | Vilgax envoie trois chasseurs de primes (Sixsix, Crabe et Tetrax) afin de récupérer l'Omnitrix. Mais cette mission est loin d'être facile. | 24 février 2006             |
| 6                   | Surtension              | Tourist Trap           | Ben visite Sparksville, une ville pleine d'expositions étranges, et libère accidentellement un alien, Mégawatt, avec un sens de l'humour plutôt dangereux. | 24 février 2006             |
| 7                   | Kevin 11                | Kevin 11               | Après une dispute avec grand-père Max, Ben se promène dehors, vexé. Il se lie d'amitié avec un garçon abandonné nommé Kevin Levin, qui devient vite l'un de ses pires ennemies.                                                                                                   | 3 mars 2006                 |
| 8                   | L'Alliance              | The Alliance           | Rojo et sa bande blessent Max lors d'un combat. Cependant, elle se transforma en robot lorsqu'un des drones de Vilgax se colla à elle. Ainsi, elle travailla désormais pour Vilgax.                                                                                               | 21 avril 2006               |
| 9                   | La Dernière Blague      | Last Laugh             | Quand Zombozo, un clown diabolique, enlève Gwen, Ben doit vaincre sa peur des clowns pour l'arrêter. | mai 2006                    |
| 10                  | Une fille chanceuse     | Lucky Can              | Lorsque Ben donne un porte-bonheur à Gwen, cette dernière décide de devenir une super-héroïne appelée "Mademoiselle Chance". | mai 2006                    |
| 11                  | Petit Problème          | A Small Problem        | Ben, anormalement resté bloqué sous la forme d'un de ses aliens, Le Têtard Gris, se fait capturer par un homme nommé Howell Wayneright, qui le remet à l'Organisation des Chevaliers Éternels.                                                                                    | juin 2006                   |
| 12                  | Effets secondaires      | Side Effects           | Ben attrape un rhume, ce qui a des conséquences à double tranchant sur ses aliens. Au même moment un homme pouvant contrôler les insectes, Clancy, s'attaque à Chinatown. | juin 2006                   |
| 13                  | Les Secrets             | Secrets                | Ben rencontre celui qui deviendra son pire ennemi, Vilgax, qui a pour but de voler l'Omnitrix et de l'utiliser pour conquérir l'univers. | juin 2006                   |

## Deuxième saison (La Première Mutation de Kevin et la Fuite de Spectral) (Septembre-Décembre 2006)
| Numéro de l'épisode | Titre français               | Titre original              | résumé | Date de diffusion originale |
| ------------------- | ---------------------------- | --------------------------- | --- | --------------------------- |
| 1                   | La Vérité sur Grand-Père Max | Truth                       | Le groupe rencontre un ancien collègue de Max qui n'est pas si gentil que ce que l'on pourrait penser. | septembre 2006              |
| 2                   | La Tique géante              | The Big Tick                | Ben doit faire face à une tique géante extrêmement dangereuse tout en essayant de maîtriser les pouvoirs d'un tout nouvel alien, Boulet de Canon.                                                                             | septembre 2006              |
| 3                   | Dédoublement                 | Framed                      | Kevin est de retour! Cette fois, grâce à son nouveau pouvoir de transformation, il commet des délits et fait accuser Ben à sa place avant de muter en une forme incroyablement puissante.                                     | septembre 2006              |
| 4                   | Gwen 10                      | Gwen 10                     | Ben se réveille dans un monde alternatif où c'est Gwen qui trouve et porte l'Omnitrix. | septembre 2006              |
| 5                   | Les Gladiateurs              | Gudge Match                 | Ben et Kevin sont téléportés dans un vaisseau de guerre où ils sont faits gladiateurs et il se battent contre différents aliens. Ils doivent mettre de côté leur rivalité et s'échapper du vaisseau… s'ils survivent d'abord. | octobre 2006                |
| 6                   | La Confrérie galactique      | The Galactic Enforcers      | Un groupe de super-héros fait équipe avec Ben pour battre Sixsix et Vulcanus qui envisagent de construire une bombe qui pourrait détruire le système solaire.                                                                 | octobre 2006                |
| 7                   | Champignons en folie         | Camp Fear                   | Ben se rend dans un camp qui a été attaqué par des plantes aliens. | octobre 2006                |
| 8                   | L'Arme suprême               | Ultimate Weapon             | Max commence à se comporter différemment quand les Chevaliers Éternels ont pour intention de voler l'épée d'Eckchuah. | octobre 2006                |
| 9                   | Le Triangle des Bermudes     | They Lurk Below             | Ben découvre la cause des évènements étranges se déroulant dans le Triangle des Bermudes. | 4 novembre 2006             |
| 10                  | Un coup de chance            | Tough Luck                  | Gwen doit redevenir Mademoiselle Chance quand Hex revient pour se venger avec sa nièce l'Enchanteresse. | 4 novembre 2006             |
| 11                  | Hanté par un spectre         | Ghostfreaked Out            | Spectral s'échappe de l'Omnitrix et veut prendre possession du corps de Ben. | décembre 2006               |
| 12                  | Dr Animo et le rayon mutant  | Dr Animo and the Mutant Ray | Le Dr Animo est de retour alors que Ben a des problèmes avec ses formes aliens. | décembre 2006               |
| 13                  | Double Vengeance             | Back with a Vengeance       | Ben déverrouille le contrôle maitre de l'Omnitrix qui lui permet de se transformer quand il veut sans aucune limite de temps. Et puisque Vilgax et Kevin unissent leurs forces, il va en avoir besoin.                        | 10 janvier 2007             |

## Troisième saison (La Résurrection de Spectral) (Décembre 2006-Juin 2007)
| Numéro de l'épisode | Titre français                            | Titre original                   | Résumé | Date de diffusion originale        |
| ------------------- | ----------------------------------------- | -------------------------------- | --- | ---------------------------------- |
| 1                   | Retour dans le futur                      | Ben 10,000                       | Ben se rend dans le futur et découvre son futur soi qui n'est pas du tout ce que notre jeune héros espérait être. | 4 janvier 2007                     |
| 2                   | Les Douze Coups de minuit                 | Midnight Madness                 | Sublimino, un hypnotiseur maléfique, s'apprête à hypnotiser toutes les personnes d'un centre commercial pour qu'elles deviennent les esclaves de l'hypnotiseur… pour toujours! | 4 janvier 2007                     |
| 3                   | Changer de tête                           | A Change of Face                 | L'Enchanteresse est de retour, avec un nouveau plan diabolique pour prendre l'Omnitrix. | 15 janvier 2007                    |
| 4                   | Joyeux Noël                               | Merry Christmas                  | Max est enlevé et transformé en un faux Père Noël. | 15 janvier 2007                    |
| 5                   | Ben loup-garou                            | Benwolf                          | Ben est attaqué par le Yenaldooshi et commence à se transformer en loup-garou. À moins que… | jeudi 22 janvier 2009 (Youtube)    |
| 6                   | Partie terminée                           | Game Over                        | Ben et Gwen sont transportés dans le jeu vidéo préféré de Ben : Les Sumos Massacreurs! | jeudi 22 janvier 2009 (Youtube)    |
| 7                   | Les Aventures de la Ligue des super-héros | Super Alien Hero Buddy Adventure | Ben découvre un dessin animé mettant en vedette Quad, Sauvage et Inferno, trois de ses aliens. | mercredi 7 mars 2007 (Dailymotion) |
| 8                   | Le Secret de la momie                     | Under Wraps                      | Ben fait face lors d'une rude bataille à une Momie qui possède un étrange cristal, le Corrodium, qui pourrait bien transformer tout le monde en monstre. | mercredi 7 mars 2007 (Dailymotion) |
| 9                   | Une équipe hors du commun                 | The Unnaturals                   | Ben découvre que JT et Cash jouent dans un match de baseball. Cependant, l'équipe adverse ne peut pas être réelle, ses joueurs sont trop parfaits. Ce sont des robots. À la fin, on découvre que les Chevaliers Éternel étaient derrière tout ça et Enoch jure qu'il va s'occuper personnellement des Tennyson. | mai 2007 (vimeo)                   |
| 10                  | Un temps pourri                           | Monster Weather                  | Une machine météo devient hors de contrôle et commence à créer des monstres météorologiques. | mai 2007 (vimeo)                   |
| 11                  | Le Retour de Spectral                     | The Return                       | Le Dr Vicktor, le Yenaldooshi et la Momie font équipe pour ressusciter Spectral. | juin 2007 (vimeo)                  |
| 12                  | Méfiez-vous du noir                       | Be Afraid of the Dark            | Spectral veut détruire le soleil et faire de la Terre un endroit sombre, très sombre… | juin 2007 (vimeo)                  |
| 13                  | Ambiance glaciale                         | The Visitor                      | Xylène, une amie alien de Max, revient sur Terre pour chercher l'Omnitrix, qui devait initialement être destinée à Max. Ben obtient un nouvel alien : Gobe-Tout. | 13 juil. 2007 (LENODAL)            |
| 13                  | Ambiance glaciale                         | The Visitor                      | Xylène, une amie alien de Max, revient sur Terre pour chercher l'Omnitrix, qui devait initialement être destinée à Max. Ben obtient un nouvel alien : Gobe-Tout. | 17 juil. 2007 (LENODAL)            |

## Quatrième saison (Le Roi Éternel) (Septembre 2007-Juin 2008)
| Numéro de l'épisode | Titre français                                  | Titre original                      | Résumé | Date de diffusion originale         |
| ------------------- | ----------------------------------------------- | ----------------------------------- | --- | ----------------------------------- |
| 1                   | Une journée parfaite                            | Perfect Day                         | Ben se réveille dans un monde où tout va bien, mais cette journée de rêve va vite se transformer en cauchemar. | 7 juillet 2007 14 juillet 2007      |
| 2                   | La désunion fait la force                       | Divided We Stand                    | Ben débloque un nouvel alien : Duplico. Mais le Dr Animo revient avec un plan qui pourrait lui permettre d'utiliser l'Omnitrix pour conquérir le monde. | 7 juillet 2007 14 juillet 2007      |
| 3                   | Eau non potable                                 | Don't Drink the Water               | Hex est de retour et veut trouver la Fontaine de Jouvence. | 21 juillet 2007 28 juillet 2007     |
| 4                   | Quand les Aliens se marient                     | Big Fat Alien Wedding               | Le trio assiste à un mariage entre un membre de la famille Tennyson et un alien. | 21 juillet 2007 28 juillet 2007     |
| 5                   | Le Secret de l'Omnitrix- Partie 1               | Secret of the Omnitrix, Part 1      | Lors d'une bataille avec le Dr Animo, l'Omnitrix est accidentellement programmé pour s'autodétruire. Afin de l'arrêter, Ben, Gwen et Tetrax voyagent à travers l'espace pour retrouver le créateur de l'Omnitrix, Azmuth.                                                                   | 4 août 2007                         |
| 6                   | Le Secret de l'Omnitrix- Partie 2               | Secret of the Omnitrix, Part 2      | Lors d'une bataille avec le Dr Animo, l'Omnitrix est accidentellement programmé pour s'autodétruire. Afin de l'arrêter, Ben, Gwen et Tetrax voyagent à travers l'espace pour retrouver le créateur de l'Omnitrix, Azmuth.                                                                   | 4 août 2007                         |
| 7                   | Le Secret de l'Omnitrix- Partie 3               | Secret of the Omnitrix, Part 3      | Lors d'une bataille avec le Dr Animo, l'Omnitrix est accidentellement programmé pour s'autodétruire. Afin de l'arrêter, Ben, Gwen et Tetrax voyagent à travers l'espace pour retrouver le créateur de l'Omnitrix, Azmuth.                                                                   | 4 août 2007                         |
| 8                   | Les Pirates de la route                         | Ben 4 Good Buddy                    | Alors que la famille Tennyson se promena dans une route en plein milieu du désert, un trio de délinquant, Les Pirates de la route, vole leur van. | 22 septembre 2007 29 septembre 2007 |
| 9                   | Catcheurs professionnels                        | Ready to Rumble                     | Pensant qu'il a cassé l'ordinateur de Gwen, Ben s'inscrit à un tournoi de lutte pour gagner l'argent nécessaire pour remplacer la machine. | 22 septembre 2007 29 septembre 2007 |
| 10                  | Ken 10                                          | Ken 10                              | Dans le futur, Ken, le fils de Ben, obtient un nouvel Omnitrix et rencontre un nouvel ami qui deviendra bientôt son meilleur ami. Mais cette personne s'avère avoir un lien avec Kevin. | 6 octobre 2007                      |
| 11                  | Ben contre la puissance dix négative - Partie 1 | Ben 10 vs. the Negative 10 - Part 1 | Ben et Gwen font la connaissance de Cooper, le petit-fils d'un des amis Plombiers de Max. Soudain, nos héros font progressivement face à une réminiscence de certains de leurs pires ennemis.                                                                                               | 9 mars 2008                         |
| 12                  | Ben contre la puissance dix négative - Partie 2 | Ben 10 vs. the Negative 10 - Part 2 | Au Mont Rushmore, Ben, Gwen, Max et Cooper doivent affronter une équipe de dix ennemis, parmi lesquels le Dr Animo, L'Enchanteresse, Rojo, Clancy, etc. aux fins de protéger la sub-énergie convoitée par Driscoll, le Chef de la Confrérie des Chevaliers, qui n'est pas inconnu de Max... | 9 mars 2008                         |
| 13                  | Au revoir et bon débarras                       | Goodbye and Good Riddance           | Ben en a fini avec l'été, mais il n'en a pas fini avec Vilgax, qui s'attaque alors à sa ville. | 15 avril 2008                       |

## Films
- Ben 10 : Course contre-la-montre (Ben 10: Race Against Time, film live)